# Will You Love Me Tomorrow
«Will You Love Me Tomorrow» es el título de una canción escrita por Gerry Goffin y Carole King en 1960. Ha sido grabada por muchos artistas y es la número 125 de las 500 mejores canciones de todos los tiempos según la revista Rolling Stone.

## La versión de Las Shirelles
En 1960, las Shirelles publicaron su versión en un sencillo, con "Boys" en la cara B. Cuando le presentaron el tema por primera vez a la cantante principal del grupo, Shirley Owens (más tarde conocida como Shirley Allston-Reeves), no quiso grabarlo porque pensaba que era "demasiado country". Al final transigió después de que se le añadiera un arreglo de cuerdas. En 1961, el tema llegó al número uno de la Billboard Hot 100. Sin embargo, ella comentó en el programa de radio de Jim Parsons Shake Rattle Showtime, de canciones clásicas, que algunas emisoras de radio prohibieron la canción porque pensaban que las letras eran demasiado sexuales.
El tema se usó en la banda sonora de Dirty dancing (1987).

## Otras versiones
Desde entonces, multitud de artistas han grabado y remezclado el tema. Las mejores versiones son las siguientes:
- The Shirelles publicaron una versión en 1960.
- Mike Berry publicó una versión en enero de 1961.
- Lil Malmkvist publicó una versión en sueco llamada "Hur blir det i morgon" en 1961.
- Dusty Springfield incluyó una versión en su álbum A Girl Called Dusty en 1964.
- Cher publicó una versión en su álbum Cher en 1966.
- Finest Kind, un trío vocal, publicó una versión en Silks & Spices.
- The Four Seasons llegaron al número 24 de la Billboard Hot 100 en 1968. Fue su último éxito en los Estados Unidos hasta "Who Loves You" en 1975.
- Sandy Posey mezcló una versión producida por Joe South para MGM en 1968.
- Françoise Hardy publicó su propia versión en su álbum En Anglais en 1969.
- Linda Ronstadt publicó una versión en su álbum Silk Purse en 1970.
- Carole King incluyó una versión en su álbum Tapestry en 1971, con Joni Mitchell y James Taylor cantando en el fondo.
- Roberta Flack publicó una versión, que llegó al número 76 de la Billboard Hot 100 en 1972 como "Will You Still Love Me Tomorrow".
- Melanie Safka llegó al número 82 de la Billboard Hot 100 en 1973 y al Top 40 en el Reino Unido en 1974.
- Morningside Drive publicó una versión de baile del tema en 1975, que llegó al número 33 de la Billboard Hot 100.
- Dana Valery publicó una versión de baile del tema en 1976, que llegó al número 95 de la Billboard Hot 100.
- Graham Bonnet publicó su versión en su álbum de 1977.
- Norah Jones publicó una versión de la canción en 2004.
- Dave Mason hizo una versión en 1978, que llegó al número 39 de la Billboard Hot 100. Fue su último éxito en esa lista.
- Rainbow presentó una versión Metal-Ballad en el primer festival Castle Donington en 1980 con una extraordinaria interpretación a cargo de su vocal Graham Bonnet, una de las mejores versiones que se han hecho de este tema.
- Maureen Tucker de The Velvet Underground lo publicó en la cara B del sencillo Around and Around en 1981.
- Dionne Warwick publicó una versión con Las Shirelles en su álbum How Many Times Can We Say Goodbye en 1983.
- Laura Branigan hizo una versión para su álbum Self Control en 1984.
- Millie Jackson publicó una versión para el álbum Back to the Shit en 1989.
- El grupo español Greta y Los Garbo público una versión para el álbum  Greta y los Garbo en 1990.
- Joe Walsh publicó una versión para el álbum Songs for a Dying Planet en 1992.
- Bryan Ferry publicó una versión en 1993, que fue un éxito en el Reino Unido.
- Neil Diamond incluyó una versión en su álbum Up on the Roof: Songs from the Brill Building en 1993.
- The Bee Gees publicaron lo que Carole King llamó la "versión definitiva" para un álbum en honor a Carole King llamado Tapestry Revisited en 1995.
- Dianne Reeves publicó una versión de smooth jazz en su álbum That Day en 1997.
- Shawn Colvin hizo una veresión para los créditos finales del final de la serie The Larry Sanders Show en 1998..
- Me First and the Gimme Gimmes hizo una versión para su álbum Blow in the Wind en 2001.
- Amy Winehouse publicó una versión para la banda sonora de la película, Bridget Jones: The Edge of Reason en 2004 y está incluida en su álbum póstumo Lioness: Hidden Treasures como el tercer sencillo oficial. El nombre de esta versión se llama Will You Still Love Me Tomorrow?
- Lauryn Hill cantó una versión para su gira en 2006, que no fue publicada oficialmente.
- John Frusciante de Red Hot Chili Peppers tocaba a menudo una versión en directo del tema, con sólo una guitarra y la voz del cantante durante la gira en 2006-07 de Stadium Arcadium.
- Joni Mitchell hace una referencia al tema en "Chinese Café/Unchained Melody".
- The Satintones publicaron este tema como uno de los primeros sencillos de la Motown en 1961 como "Tomorrow & Always".
- Elton John cantó una versión en un concierto benéfico en 1987. Fue la primera canción que cantó en público después una operación en sus cuerdas vocales a principios de 1987. No fue publicada oficialmente.
- El personaje de Minnie Driver canta la canción en la película Beautiful.
- Mest usa el gancho del estribillo de su canción "Reason" en Destination Unknown.
- Lykke Li ha hecho una versión en 2010.
- Leslie Grace: Conviendose el la canción N.º 1 en toda Latinoamérica, el llamado Boom De Lesli.
- Taylor Swift Interpretó la canción en la Ceremonia de Inducción al Salón de la Fama del Rock and Roll 2021 homenajeando a Carole King.

- Datos: Q1260086